# Forces armées du Nord
Pour les articles homonymes, voir FAN.
Les Forces armées du Nord (FAN) étaient une force armée rebelle tchadienne active durant la première guerre civile tchadienne (1965-1979). Les FAN étaient composée d'unités du FROLINAT qui étaient restées loyales à Hissène Habré après sa rupture avec Goukouni Oueddei et le CCFAN (en) en 1979. D'abord constituées de quelques centaines de combattants Toubou et de quelques Hajerai et Ouaddaï, Les FAN commencent leurs opérations depuis des bases situées à l'extrême est du Tchad, où elles reçoivent l'aide du Soudan. Chassées de N'Djaména jusque dans leurs sanctuaires de l'Est après l'incursion libyenne de 1980, les FAN remportent une série de victoires sur les forces du gouvernement d'union nationale de transition (GUNT) de Goukouni Oueddei en 1982, qui aboutit à la reprise de N'Djaména et à l'accession à la présidence de Hissène Habré le 7 juin 1982.
Sous l'impulsion d'Hissène Habré, les FAN deviennent le cœur de la nouvelle armée nationale, les Forces armées nationales tchadiennes (FANT), en janvier 1983.

## Sources
- (en) Cet article est partiellement ou en totalité issu de l’article de Wikipédia en anglais intitulé « Armed Forces of the North » (voir la liste des auteurs).